# Argument nevjerovanja
Argument nevjerovanja jest filozofski argument o inkonzistenciji Božje egzistencije i svijeta u kojem ga ljudi ne uspijevaju prepoznati. Sličan je klasičnom argumentu zla u potvrđivanju inkonzistencije svijeta koji postoji i svijeta koji bi postojao kada bi Bog imao određene želje zajedno s moći da gleda kroz njih.
Postoje dva ključna varijeteta ovog argumenta. Argument razumnog nevjerovanja (ili argument božanske skrivenosti) prvo je izložen u Schellenbergovoj knjizi Divine Hiddenness and Human Reason (hrv. Božanska skrivenost i čovječji razum) iz 1993. Ovaj argument kazuje da ako Bog postoji (i savršeno je dobar i voli), svaka bi razumna osoba morala spoznati vjeru u Boga; ipak, postoje razumni nevjernici; stoga Bog ne postoji.
Theodore Drange naknadno je razvio argument nevjerovanja zasnovan na samoj egzistenciji nevjerovanja u Boga. Drange smatra da je razlika između razumnog (pod čime Schellenberg misli nepogrešivog) i nerazumnog (pogrešivog) nevjerovanja irelevantna i zbunjujuća. Unatoč tomu, glavnina akademske rasprave bavi se Schellenbergovom formulacijom.